# Alexander Langsdorff
Pour les articles homonymes, voir Georg Heinrich von Langsdorff et Hans Langsdorff.
Alexander Langsdorff, né le 14 décembre 1898 à Alsfeld (grand-duché de Hesse) et mort le 15 mars 1946 à Eutin, est un archéologue allemand et officier de la SS (SS-Führer).

## Biographie
Langsdorff étudie la préhistoire, l'histoire ancienne, l'archéologie et la germanistique à Marbourg. Il obtient son doctorat à Marbourg en 1929 avec sa thèse Die Grabfunde mit Bronzeschnabelkannen (Les découvertes de tombes avec des Schnabelkannen en bronze). Langsdorff participe à diverses expéditions archéologiques en Égypte et en Iran de 1929 à 1933. En 1932, il dirige les fouilles de Tall-i Bakun près de l'ancienne Persépolis avec Donald McCown.
Langsdorff participe au putsch de la Brasserie de 1923. En 1933, il adhère au NSDAP (son numéro d'adhérent est 1 657 764). La même année, il rejoint la SS où il atteint le rang de Standartenführer en 1944. De février 1944 à mai 1945, il dirige le département Kunstschutz en Italie, où il est responsable du transfert des œuvres d'art de Florence à Campo Tures (Tyrol du Sud). Langsdorff meurt le 15 mars 1946 à l'hôpital de district d'Eutin.
Alexander Langsdorff se marie pour la première fois en 1931 et divorce en octobre 1940. Le 7 janvier 1941, il épouse Marie-Luise Schneidewind, née Stockmann (née le 10 octobre 1917 et morte le 22 août 1984). Avec elle, il a deux enfants : son fils Peter Desiré et sa fille Mareile Langsdorff Claus. Hans Langsdorff, commandant du cuirassé Admiral Graf Spee, est son cousin.

## Publications
- avec Paul Jacobsthal : Die Bronzeschnabelkannen. Ein Beitrag zur Geschichte des vorrömischen Imports nördlich der Alpen. Keller, Berlin-Wilmersdorf 1929.
- avec Donald E. McCown : Tall-i Bakun A. Season of 1932 (= University of Chicago Oriental Institute Publication. Bd. 59). University of Chicago Press, Chicago IL 1942.